# Wagner, Dakota de Sud
 Wagner este un oraș cu 1.676 de locuitori (conform Census 2000) situat în comitatul Charles Mix]], statul [Dakota de Sud]], SUA. Situat la altitudinea de 441 m deasupra n.m., orașul se întinde pe o suprafață de 7.0 km². Wagner a fost încorporat în 1907 și are codul poștal 68020.

## Clima
| Date climatice pentru Wagner, South Dakota | Date climatice pentru Wagner, South Dakota | Date climatice pentru Wagner, South Dakota | Date climatice pentru Wagner, South Dakota | Date climatice pentru Wagner, South Dakota | Date climatice pentru Wagner, South Dakota | Date climatice pentru Wagner, South Dakota | Date climatice pentru Wagner, South Dakota | Date climatice pentru Wagner, South Dakota | Date climatice pentru Wagner, South Dakota | Date climatice pentru Wagner, South Dakota | Date climatice pentru Wagner, South Dakota | Date climatice pentru Wagner, South Dakota | Date climatice pentru Wagner, South Dakota |
| Luna                                       | Ian                                        | Feb                                        | Mar                                        | Apr                                        | Mai                                        | Iun                                        | Iul                                        | Aug                                        | Sep                                        | Oct                                        | Nov                                        | Dec                                        | Anual                                      |
| ------------------------------------------ | ------------------------------------------ | ------------------------------------------ | ------------------------------------------ | ------------------------------------------ | ------------------------------------------ | ------------------------------------------ | ------------------------------------------ | ------------------------------------------ | ------------------------------------------ | ------------------------------------------ | ------------------------------------------ | ------------------------------------------ | ------------------------------------------ |
| Maxima medie °C (°F)                       | −1 (31)                                    | 2 (36)                                     | 9 (48)                                     | 17 (63)                                    | 23 (74)                                    | 29 (84)                                    | 33 (91)                                    | 32 (89)                                    | 26 (79)                                    | 19 (66)                                    | 8 (47)                                     | 2 (35)                                     | 16,6 (61,9)                                |
| Minima medie °C (°F)                       | −13 (9)                                    | −10 (14)                                   | −4 (24)                                    | 2 (36)                                     | 8 (47)                                     | 14 (58)                                    | 17 (63)                                    | 16 (61)                                    | 11 (51)                                    | 4 (39)                                     | −4 (25)                                    | −10 (14)                                   | 2,6 (36,8)                                 |
| Precipitații mm (inches)                   | 18 (0.7)                                   | 23 (0.9)                                   | 41 (1.6)                                   | 69 (2.7)                                   | 89 (3.5)                                   | 97 (3.8)                                   | 71 (2.8)                                   | 69 (2.7)                                   | 64 (2.5)                                   | 43 (1.7)                                   | 25 (1)                                     | 20 (0.8)                                   | 627 (24,7)                                 |
| Sursă: Weatherbase                         |                                            |                                            |                                            |                                            |                                            |                                            |                                            |                                            |                                            |                                            |                                            |                                            |                                            |